# Siennica Nadolna (gromada)
Siennica Nadolna – dawna gromada, czyli najmniejsza jednostka podziału terytorialnego Polskiej Rzeczypospolitej Ludowej w latach 1954–1972.
Gromady, z gromadzkimi radami narodowymi (GRN) jako organami władzy najniższego stopnia na wsi, funkcjonowały od reformy reorganizującej administrację wiejską przeprowadzonej jesienią 1954 do momentu ich zniesienia z dniem 1 stycznia 1973, tym samym wypierając organizację gminną w latach 1954–1972.
Gromadę Siennica Nadolna z siedzibą GRN w Siennicy Nadolnej utworzono – jako jedną z 8759 gromad na obszarze Polski – w powiecie krasnostawskim w woj. lubelskim na mocy uchwały nr 9 WRN w Lublinie z dnia 5 października 1954. W skład jednostki weszły obszary dotychczasowych gromad Krupiec, Rudka, Bzite i Siennica Nadolna (bez lasu państwowego o powierzchni 602 ha) ze zniesionej gminy Siennica Różana w tymże powiecie. Dla gromady ustalono 21 członków gromadzkiej rady narodowej.
1 stycznia 1962 gromadę zniesiono, włączając jej obszar do gromad: Krupe (wieś i kolonię Siennica Nadolna, wieś i kolonię Krupiec, wieś Wincentów oraz kolonie Oleśnica, Baranówka, Berkowiec i Kasjan), Żulin (wieś i kolonię Bzite) i Siennica Różana (wieś i kolonię Rudka) w tymże powiecie.